# Leptocyrtinus nitidus
Leptocyrtinus nitidus är en skalbaggsart som beskrevs av Aurivillius 1928. Leptocyrtinus nitidus ingår i släktet Leptocyrtinus och familjen långhorningar.
Artens utbredningsområde är Samoa. Inga underarter finns listade i Catalogue of Life.